# BePink-Imatra-Bongioanni
La BePink-Imatra-Bongioanni, nota in passato come BePink e BePink-Bongioanni è una squadra femminile italiana di ciclismo su strada. Ha licenza di UCI Women's Continental Team, ed è attiva tra le Elite dal 2012.

## Storia
La formazione nasce l'11 novembre 2011 a Monza sotto la direzione del presidente Alessandro Tamborini e su iniziativa di Emanuela Zini e Walter Zini, già direttore sportivo della Selle Italia-Ghezzi (ex Nobili Rubinetterie-Menikini-Cogeas e Menikini-Selle Italia). Lo affiancano nella direzione l'ex ciclista italo-slovena Sigrid Corneo e i direttori sportivi Marino De Carli e Giuseppe Dioguardi. Per la stagione 2012 Zini acquisisce licenza di UCI Women's Team, mettendo sotto contratto tra le altre Noemi Cantele, Silvia Valsecchi e la bielorussa Alena Amjaljusik. Al primo anno di attività il team coglie numerosi successi e il sesto posto finale nella classifica a squadre del Calendario internazionale femminile.
Nel 2013 BePink vince il titolo nazionale italiano in linea a Rancio Valcuvia con Dalia Muccioli. Il 31 dicembre 2013 il team BePink firma un accordo con il gruppo sportivo kazako Astana, già responsabile dell'omonima formazione professionistica, andando così ad affiancare la squadra maschile e assumendo la denominazione Astana-BePink Womens Team. Nello staff tecnico entra l'ex ciclista, campionessa olimpica, Zul'fija Zabirova. Nella stagione 2014 le cicliste dell'Astana-BePink (Alena Amjaljusik, Simona Frapporti, Doris Schweizer, Alison Tetrick, Silvia Valsecchi e Susanna Zorzi) ottengono la medaglia di bronzo nella cronometro a squadre ai campionati del mondo di Ponferrada.
Per la stagione 2015 cessa la collaborazione con Astana (che si lega al gruppo sportivo di Maurizio Fabretto dando vita all'Astana-Acca Due O), mentre grazie alla sponsorizzazione del marchio LaClassica la squadra di Zini diventa BePink-LaClassica. Amjaljusik si trasferisce alla Velocio-SRAM, Zorzi alla Lotto-Soudal, mentre rimane come capitana l'esperta Silvia Valsecchi e arriva (a metà stagione) l'esperta Amber Neben. La stagione 2016 vede la chiusura della collaborazione con LaClassica: il team si lega a Biemme Sport che realizza le divise del team, caratterizzate dal colore blu scuro di base cui si aggiunge il magenta. Durante l'anno Neben si aggiudica la Chrono Gatineau a cronometro, due tappe e la classifica finale della Route du France e, in maglia canadese, il titolo mondiale a cronometro.
Nel 2019 BePink si lega al telaista De Rosa di Cusano Milanino. Nel 2020 la squadra si aggiudica una tappa al Women's Tour Down Under con Simona Frapporti; due anni dopo, Matilde Vitillo si impone in una frazione della Vuelta a Burgos Feminas, gara World Tour.

## Cronistoria

### Annuario
| Anno | Codice | Nome                      | Cat. | Biciclette | Dirigenza |
| ---- | ------ | ------------------------- | ---- | ---------- | --- |
| 2012 | BPK    | BePink                    | WT   | MCipollini | Manager: Alessandro Tamborini Dir. sportivi: Walter Zini, Sigrid Corneo, Marino De Carli, Giuseppe Dioguardi                         |
| 2013 | BPK    | BePink                    | WT   | Kemo       | Manager: Alessandro Tamborini Dir. sportivi: Walter Zini, Sigrid Corneo, Marino De Carli, Giuseppe Dioguardi                         |
| 2014 | BPK    | Astana-BePink Womens Team | WT   | Kemo       | Manager: Alessandro Tamborini Dir. sportivi: Zul'fija Zabirova, Walter Zini, Sigrid Corneo, Marino De Carli, Giuseppe Dioguardi      |
| 2015 | BPK    | BePink-LaClassica         | WT   | Kemo       | Manager: Alessandro Tamborini Dir. sportivi: Walter Zini, Sigrid Corneo, Marino De Carli, Giuseppe Dioguardi                         |
| 2016 | BPK    | BePink                    | WT   | Kemo       | Manager: Alessandro Tamborini Dir. sportivi: Walter Zini, Sigrid Corneo, Marino De Carli, Giuseppe Dioguardi                         |
| 2017 | BPK    | BePink-Cogeas             | WT   | Kemo       | Manager: Walter Zini Dir. sportivi: Walter Zini, Sigrid Corneo, Giuseppe Dioguardi, Matteo Filipponi, Alessandro Pedrini             |
| 2018 | BPK    | BePink                    | WT   | Kemo       | Manager: Walter Zini Dir. sportivi: Walter Zini, Sigrid Corneo, Maurizio Da Rin Zanco, Giuseppe Dioguardi                            |
| 2019 | BPK    | BePink                    | WT   | De Rosa    | Manager: Walter Zini Dir. sportivi: Walter Zini, Sigrid Corneo, Maurizio Da Rin Zanco, Giuseppe Dioguardi, Matteo Filipponi          |
| 2020 | BPK    | BePink                    | CTW  | De Rosa    | Manager: Alessandro Tamborini Dir. sportivi: Walter Zini, Sigrid Corneo, Maurizio Da Rin Zanco, Giuseppe Dioguardi, Matteo Filipponi |
| 2021 | BPK    | BePink                    | CTW  | De Rosa    | Manager: Alessandro Tamborini Dir. sportivi: Walter Zini, Sigrid Corneo, Maurizio Da Rin Zanco, Matteo Filipponi                     |
| 2022 | BPK    | BePink                    | CTW  | De Rosa    | Manager: Alessandro Tamborini Dir. sportivi: Walter Zini, Sigrid Corneo, Maurizio Da Rin Zanco, Matteo Filipponi                     |

### Classifiche UCI
Aggiornato al 31 dicembre 2018.
| Anno | Classifica | Pos. | Migliore cl. individuale |
| ---- | ---------- | ---- | ------------------------ |
| 2012 | World Cal. | 6º   | Alena Amjaljusik (21ª)   |
| 2012 | World Cup  | 11º  | Alena Amjaljusik (38ª)   |
| 2013 | World Cal. | 10º  | Alena Amjaljusik (14ª)   |
| 2013 | World Cup  | 13º  | Alena Amjaljusik (16ª)   |
| 2014 | World Cal. | 9º   | Alena Amjaljusik (10ª)   |
| 2014 | World Cup  | 11º  | Alena Amjaljusik (19ª)   |
| 2015 | World Cal. | 16º  | Amber Neben (28ª)        |
| 2015 | World Cup  | 21º  | Ana Maria Covrig (91ª)   |
| 2016 | World Cal. | 10º  | Ol'ga Zabelinskaja (27ª) |
| 2016 | World Tour | 18º  | Ilaria Sanguineti (60ª)  |
| 2017 | World Cal. | 18º  | Ol'ga Zabelinskaja (59ª) |
| 2017 | World Tour | 19º  | Ol'ga Zabelinskaja (61ª) |
| 2018 | World Cal. | 19º  | Erica Magnaldi (53ª)     |
| 2018 | World Tour | 19º  | Erica Magnaldi (42ª)     |

## Palmarès
Aggiornato al 15 luglio 2022.

### Grandi Giri
- Giro d'Italia

Partecipazioni: 11 (2012, 2013, 2014, 2015, 2016, 2017, 2018, 2019, 2020, 2021, 2022)
Vittorie di tappa: 0
Vittorie finali: 0
Altre classifiche: 0

### Campionati nazionali
- Campionati bielorussi: 5

In linea: 2013, 2014 (Alena Amjaljusik)
Cronometro: 2012, 2013, 2014 (Alena Amjaljusik)
- Campionati cechi: 1

In linea: 2017 (Nikola Nosková)
- Campionati italiani: 2

In linea: 2013 (Dalia Muccioli)
Cronometro: 2015 (Silvia Valsecchi)
- Campionati neozelandesi: 1

Cronometro: 2015 (Jaime Nielsen)
- Campionati rumeni: 2

In linea: 2015 (Ana Maria Covrig)
Cronometro: 2015 (Ana Maria Covrig)
- Campionati slovacchi: 5

In linea: 2018 (Tereza Medveďová); 2022 (Nora Jenčušová)
Cronometro: 2015 (Tereza Medveďová); 2021, 2022 (Nora Jenčušová)
- Campionati svizzeri: 1

In linea: 2013 (Doris Schweizer)

## Organico 2022
Aggiornato al 15 luglio 2022.

### Staff tecnico
|  | Naz.                | Ruolo | Sportivo              |  |  |  |
|  | ------------------- | ----- | --------------------- |  |  |  |
|  | Italia (bandiera)   | GM    | Alessandro Tamborini  |  |  |  |
|  | Italia (bandiera)   | DS    | Walter Zini           |  |  |  |
|  | Slovenia (bandiera) | DS    | Sigrid Corneo         |  |  |  |
|  | Italia (bandiera)   | DS    | Maurizio Da Rin Zanco |  |  |  |
|  | Italia (bandiera)   | DS    | Matteo Filipponi      |  |  |  |

### Rosa
|  | Naz.                     |  | Sportivo           | Anno |  |  |
|  | ------------------------ |  | ------------------ | ---- |  |  |
|  | Italia (bandiera)        |  | Valentina Basilico | 2003 |  |  |
|  | Italia (bandiera)        |  | Matilde Bertolini  | 2002 |  |  |
|  | Italia (bandiera)        |  | Letizia Brufani    | 2002 |  |  |
|  | Italia (bandiera)        |  | Lara Crestanello   | 2002 |  |  |
|  | Italia (bandiera)        |  | Giorgia Dioguardi  | 2002 |  |  |
|  | Nuova Zelanda (bandiera) |  | Michaela Drummond  | 1998 |  |  |
|  | Spagna (bandiera)        |  | Elisabet Escursell | 1996 |  |  |
|  | Rep. Ceca (bandiera)     |  | Markéta Hájková    | 2000 |  |  |
|  | Slovacchia (bandiera)    |  | Nora Jenčušová     | 2002 |  |  |
|  | Italia (bandiera)        |  | Nadia Quagliotto   | 1997 |  |  |
|  | Italia (bandiera)        |  | Prisca Savi        | 2002 |  |  |
|  | Francia (bandiera)       |  | Jade Teolis        | 2002 |  |  |
|  | Italia (bandiera)        |  | Giorgia Vettorello | 2000 |  |  |
|  | Italia (bandiera)        |  | Matilde Vitillo    | 2001 |  |  |
|  | Italia (bandiera)        |  | Silvia Zanardi     | 2000 |  |  |